# Northwick Park (Metropolitano de Londres)
Northwick Park é uma estação do Metrô de Londres em Kenton no borough londrino de Brent na linha Metropolitan. Situa-se entre as estações Harrow-on-the-Hill e Preston Road e está na zona 4 do Travelcard. A estação leva o nome do parque público próximo, Northwick Park.
Fica perto do Northwick Park Hospital e do campus Harrow da Universidade de Westminster. A estação Kenton, localizada na linha Bakerloo e no London Overground, fica a poucos passos.
Na plataforma central, existe uma das poucas cabines telefônicas K8 sobreviventes. Agora usado para o sistema interno TfL, a cabine é listada como Grau II

## Serviços
É servida apenas por trens 'lentos' (todas as estações) (trens rápidos e semirrápidos não param nas estações entre Wembley Park e Harrow-on-the-Hill). Demora em média 20 minutos saindo de Baker Street.
O serviço de horário de pico em trens por hora (tph) é:
- 2tph sentido norte para Amersham (todas as estações)
- 2tph sentido norte para Chesham (todas as estações)
- 8tph sentido norte para Uxbridge (todas as estações)
- 4tph sentido norte para Watford (todas as estações)
- 4tph sentido sul para Baker Street (todas as estações)
- 12tph sentido sul para Aldgate via Baker Street (todas as estações)

O serviço fora de pico em trens por hora (tph) é:
- 2tph sentido norte (somente pico da manhã) para Amersham (todas as estações)
- 2tph sentido norte (somente pico da manhã) para Chesham (todas as estações)
- 10tph sentido norte para Uxbridge (todas as estações)
- 4tph sentido sul para Baker Street (todas as estações)
- 12tph sentido sul para Aldgate via Baker Street (todas as estações)

Note que durante os picos noturnos, os serviços para Amersham ou Chesham de Northwick Park ou Preston Road exigem uma transferência em Harrow-On-The-Hill.
Durante o pico da manhã (06h30 às 09h30), os serviços rápidos de Amersham e Chesham operam sem paradas em direção ao sul apenas entre Moor Park, Harrow-On-The-Hill e Finchley Road, enquanto que os serviços semirrápidos de Watford e Uxbridge operam direto para o sul apenas entre Harrow-On-The-Hill e Finchley Road. Durante o pico da noite (16h30-19h30), os serviços rápidos e semirrápidos, que operam apenas no sentido norte, fazem escala adicional em Wembley Park.

## Conexões
As rotas H18 e H19 dos ônibus de Londres atendem a estação.